# 東光寺 (さいたま市大宮区)
東光寺（とうこうじ）は、埼玉県さいたま市大宮区にある曹洞宗の寺院。

## 歴史
創建年代は不明であるが、祐慶（「宥慶」とも伝わる）によって開山された。祐慶（宥慶）は紀伊国熊野三山の一つ青岸渡寺の僧侶であった。
元々は天台宗の寺であったが、室町時代中期に、梁室によって曹洞宗に転宗した。
旧大宮市の中心部に位置しており、大宮市の名誉市民（現・さいたま市名誉市民）の北沢楽天・川島金次・白井助七の墓がある。

## 文化財
- 大日堂板石塔婆（さいたま市指定有形文化財 昭和38年3月2日指定）[2]
- 大日堂のシイノキ（さいたま市指定天然記念物 昭和45年8月11日指定）[3]

## 交通アクセス
- 大宮駅より徒歩6分。